# 修武站
修武站，位于中华人民共和国河南省焦作市修武县，是新月铁路上的火车站，建于1904年，由郑州局集团管辖，目前车站仅办理货运业务。

## 歷史
- 建于1904年。

## 車站周邊
- 中国农业发展银行修武支行
- 喜德隆商务酒店
- 农村商业银行云台商业中心分理处
- 河南省修武县公证处
- 农村商业银行雷锋分理处
- 胜果寺塔
- 修武城隍庙
- 王管庄中学

## 外部連結
- 中国铁路客户服务中心（页面存档备份，存于）